# Теодоров, Теодор
Теодо́р Ивано́в Теодо́ров (болг. Теодор Иванов Теодоров; 8 мая 1859, Елена, Болгария — 5 августа 1924, Боровец, Болгария) — болгарский политик, лидер Народной партии. Премьер-министр Болгарии в 38-м и 39-м правительствах в 1918–1919 годах. Известен как публицист.

## Биография
Окончил Еленинскую трёхклассную школу, затем последовательно учился в Априловской гимназии в Габрово и в Николаеве (Российская империя, ныне Украина). Выпускник Южнославянской школы-интерната имени Т. Минкова. Затем изучал право в Одессе в Императорском Новороссийском (окончил в 1883) и в Парижском (окончил в 1886) университетах.
Вернувшись в Болгарию, сделал успешную юридическую и политическую карьеру. Был прокурором Софийского окружного суда и членом Русенского апелляционного суда, потом адвокатом.
Став во главе оппозиционной Народной партии, повёл борьбу против председателя Народного Собрания (впоследствии — регента и министра-президента (премьер-министра)) Стефана Стамболова, управлявшего княжеством с помощью грубых авторитарных методов. Когда 9 августа 1886 году вспыхнуло восстание части Струмского полка и юнкеров Военного училища, направленное против князя Александра Баттенберга, – Теодоров был заподозрен в подстрекательстве, в период регентства Стамболова арестован, и освобождён лишь после восшествия на престол князя Фердинанда в июле 1887 года.
Когда Стефан Стамболов был назначен министром-президентом, Теодоров снова начал борьбу против него. В ходе процесса над Тырновским митрополитом Климентом (1893 год) с особым блеском проявился  ораторский талант Теодорова (он произнёс яркую речь в защиту гонимого священника).
После падения Стамболова 27 октября 1894 года был избран председателем Национального собрания 8-го созыва (до 16 февраля 1896 года). Всю оставшуюся жизнь избирался депутатом (отсутствовал в Национальном собрании только в 1899–1901 и 1911–1913 годах) и получил от современников прозвище «Парламентский лев».
Летом 1895 года выступил за восстановление дипломатических отношений с Россией. Возглавил тогда же направленную в Санкт-Петербург по решению Национального собрания болгарскую делегацию для примирения с Россией; он настоял на принятии престолонаследником князем Борисом православия и этим упрочил примирение. В ноябре 1896 года болгаро-русские переговоры увенчались успехом.
В 1896–1897 годах был министром юстиции в кабинете доктора Константина Стоилова. С 1897 по 30 января 1899 года был министром финансов во втором кабинете Стоилова. Затем работал прокурором в Софийском окружном суде и членом апелляционного суда. Провёл реформу в гражданском и уголовном судопроизводстве, активно выступал за выкуп Восточной железной дороги, объединение всех железных дорог под управлением и эксплуатацией государства. По его инициативе в 1898 году был заключён пятипроцентный конверсионный заём в 290 млн франков. После смерти Стоилова в 1901 году занял место лидера Народной партии.
В 1910 году построил себе в Софии дом, позже получивший известность как Русский клуб.
С 29 марта 1911 до 1913 года был министром финансов в кабинете Ивана Гешова и Стояна Данева. В начале декабря 1912 года был в составе делегации, подписывавшей перемирие с Турцией, положившее конец Первой Балканской войне. Чуть позже безуспешно предотвратить начало Второй Балканской войны. Был противником вступления Болгарии в Первую мировую войну в лагере Центральных держав. Был противником вступления в Первую мировую войну на стороне Центральных держав (особенно – Германии и извечного врага Болгарии – Османской Турции).
С 17 октября 1918 по 6 октября 1919 года – министр иностранных дел и по делам религий. После поражения Болгарии в Первой мировой войне, 28 ноября 1918 года, сменил Александра Малинова на посту министра-президента (председателя Совета Министров).
В своих планах рассчитывал на помощь только что созданного нового славянского государства – Чехословакии, ссылаясь на славянское происхождение болгар, идею славянской взаимности, общие интересы славянства и панславизм. Уже на третий день своего премьерства – 30 ноября 1918 – в разговоре с чехословацким журналистом Вл. Сисом, близким к тогдашнему премьеру ЧСР Карелу Крамаржу, заявил, что «обратится напрямую к чешскому народу с просьбой взять на себя роль судьи в сербско-болгарском споре, сблизить два народа и сделать возможным вхождение Болгарии в Обще-Славянскую федерацию». Теодоров не ограничился только фразами о взаимодействии с ЧСР, но и предпринял ряд конкретных шагов для того, чтобы обеспечить содействие её президента Томаша Масарика, ставшего весьма популярным в руководстве Антанты.
Руководил болгарской делегацией на Парижской мирной конференции. 26 июля 1919 года болгарская делегация прибыла в Париж и просидела взаперти в предместье Нейи в Булонском замке почти два месяца. 19 сентября ей привезли проект «окончательного договора» и дали 25 дней для ответа. Выступив в Версале в тот же день, Теодоров заявил протест против предложенного победителями невыгодного для Болгарии проекта, предусматривавшего, в частности, передачу некоторых территорий Югославии. 6 октября он подал в отставку с поста министра-президента. 27 ноября в Нейи-сюр-Сеи он был приглашён для подписания документов, но отказался подписывать Нейиский договор. «Не буду!» — отрезал он. «Вы обязаны.» — мягко сказал Клемансо, на что Теодоров резонно возразил: «Обязанность главы делегации вести переговоры, подписывать документ – прерогатива премьер-министра, а мой кабинет с 6 октября в отставке. Но мой преемник присутствует здесь». И указал на болгарского делегата А. Стамболийского. Тот, после минутных раздумий, скрепил текст договора своей подписью. В результате страна потеряла 11% своей территории.
В скором времени Теодоров принял участие в борьбе против Стамболийского, обвиняя того в установлении в Болгарии диктатуры. 26 сентября 1922 года был арестован и привлечен к ответственности правительством БЗНС как «виновник национальной катастрофы» и заключен в Шуменской тюрьме вместе со многими другими лидерами оппозиции. После переворота 9 июня 1923 года освобождён и вошёл во вновь созданное Народное социальное движение и снова был избран депутатом.
Умер от болезни сердца.

## Семья
Имел пять сестёр, которые были замужем за видными общественными деятелями, связанными с Народной партией: Мария (жена Михаила Маджарова), Екатерина (жена политика Стефана Бобчева) и Станка (жена банкира и политика Георгия Губидельникова), Иваничка (жена Стефана Огнянова, кмета (главы) города Русе), Роза (жена известного русенского банкира Николы Бурова).
Брат Петко – горный инженер, также активист Народной партии, кмет Софии, член советов директоров ряда предприятий и соучредитель Болгарского инженерно-архитектурного общества.
Супруга – Рада, дочь Найдена Герова и Марии Пулиевой. В браке родились дочь Анна-Мария и сын Иван. Зять (муж Анны-Марии) – Николай Николаев, известный болгарский политик 1930-х и 1940-х годов, министр внутренних дел и министр образования, посол в Швеции.